# Jean-Michel Gnonka
Jean-Michel Liade Gnonka (ur. 20 lipca 1980 w Wagadugu) – burkiński piłkarz grający na pozycji obrońcy.

## Kariera klubowa
Karierę piłkarską Gnonka rozpoczął w klubie ASFA Yennega ze stolicy kraju Wagadugu. W jego barwach zadebiutował w 1997 roku w pierwszej lidze burkińskiej. W 1999 roku osiągnął swój pierwszy sukces w karierze, gdy wywalczył mistrzostwo Burkiny Faso. W tym samym roku zdobył też UFOA Cup, a w 2000 - Puchar Liderów Burkinie Faso. W latach 2000–2004 Burkińczyk był zawodnikiem algierskiego RC Kouba.
W połowie 2004 roku Gnonka wrócił do Burkina Faso i został piłkarzem klubu Étoile Filante z Wagadugu. W 2006 roku zdobył z nim Puchar i Superpuchar Burkiny Faso. Od lata 2006 ponownie zaczął grać w lidze algierskiej. W sezonie 2006/2007 był zawodnikiem Paradou AC z Algieru, a następnie odszedł do AS Khroub z Konstantyny. Grał w nim do 2009 roku. W latach 2012–2015 grał w Krabi FC.

## Kariera reprezentacyjna
W reprezentacji Burkiny Faso Gnonka zadebiutował w 1998 roku. W tym samym roku był podstawowym zawodnikiem podczas Pucharu Narodów Afryki. Wystąpił na nim w 5 meczach: z Kamerunem (0:1), z Algierią (2:1), z Gwineą (1:0), ćwierćfinałowym z Tunezja (1:1, k. 8:7) i o 3. miejsce z Demokratyczną Republiką Konga (4:4, k. 1:4). W 2000 roku podczas Pucharu Narodów Afryki 2000 rozegrał 2 mecze: z Senegalem (1:3) i z Zambią (1:1). W 2004 roku został powołany do kadry na Puchar Narodów Afryki 2004, ale był tam rezerwowym i nie rozegrał żadnego spotkania. Od 1998 do 2004 roku wystąpił w kadrze narodowej 8 razy.